# Mussolet de jungla
El mussolet de jungla (Glaucidium radiatum) és una espècie d'ocell de la família dels estrígids (Strigidae). Habita els boscos de l'Índia, el Nepal, Sikkim, Bhutan, Bangladesh i oest de Myanmar. El seu estat de conservació es considera de risc mínim.